# Xenos bohlsi
Xenos bohlsi (лат.) — вид веерокрылых насекомых рода Xenos из семейства Xenidae. Встречается в Северной Америке: Аргентина, Бразилия, Парагвай. От близких видов отличаются следующими признаками: мандибулы немного короче максилл, основание максилл в 1,5 раза длиннее самих пальп, в заднем крыле жилка R1 примерно равна R2, а жилка R2 примерно равна R3. Крылатые самцы на преимагинальной стадии и червеобразные безногие самки большую часть жизни проводят в теле общественных ос (Vespidae). Паразиты рода Polistes (вида Polistes canadensis). Вид был впервые описан в 1914 году немецким энтомологом профессором R. W. Hoffmann (Гёттинген) по типовым материалам из Южной Америки.